# Mnetěš
Mnetěš település Csehországban, a Litoměřicei járásban. Mnetěš Straškov-Vodochody, Ledčice, Krabčice, Vražkov, Ctiněves, Černouček, Chržín és Loucká településekkel határos. Lakosainak száma 572 fő (2024. január 1.).

## Népesség
A település lakosságának változását az alábbi diagram mutatja:
| Lakosok száma | 575  | 686  | 675  | 611  | 493  | 459  | 575  | 572  | 567  | 572  |
|               | 1869 | 1890 | 1921 | 1950 | 1980 | 2001 | 2017 | 2019 | 2022 | 2024 |